# ブライス・ヘガティ
ブライス・ヘガティ（Bryce Hegarty、1992年8月28日 - ）は、ラグビーユニオン選手。

## 略歴
クイーンズランド大学、ブリスベンブロンクス、レベルズを経て、2015年、豊田自動織機シャトルズ(現・豊田自動織機シャトルズ愛知)に加入。同年11月14日に行われたジャパンラグビートップリーグ第1節のNECグリーンロケッツ戦にて先発出場で日本での公式戦初出場を果たす。
2016年、豊田自動織機シャトルズ退団 後、ワラターズを経て、2018年、リコーブラックラムズに加入。
2019年、レッズに加入。
2021年、レスター・タイガースに加入。
2022年、フォースに加入。
2023年、レッドハリケーンズ大阪に加入。2025年に退団した。